# Samantha Bricio
Cet article possède un paronyme, voir Briccio.
Samantha Bricio est une joueuse mexicaine de volley-ball née le 22 novembre 1994 à Guadalajara. Elle mesure 1,88 m et joue au poste de réceptionneuse-attaquante. Elle totalise 15 sélections en équipe du Mexique.

## Clubs
| Club                              | De        | À         |
| --------------------------------- | --------- | --------- |
| Jalisco                           | 2009-2010 | 2011-2012 |
| University of Southern California | 2012-2013 | 2014-2015 |
| Imoco Volley Conegliano           | 2016-2017 | 2017-2018 |
| Fenerbahçe İstanbul               | 2018-2019 | 2018-2019 |
| Pallavolo Scandicci               | 2019-2020 | 2019-2020 |
| Dinamo Kazan                      | 2020-2021 | …         |

## Palmarès

### Équipe nationale
- Championnat d'Amérique du Nord des moins de 18 ans
  - Finaliste : 2008, 2010.

### Clubs
- Ligue des champions
  - Finaliste : 2017.
- Championnat d'Italie
  - Vainqueur : 2018.
- Coupe d'Italie
  - Vainqueur : 2017.
  - Finaliste : 2018.
- Supercoupe d'Italie
  - Vainqueur : 2016.
  - Finaliste : 2017.
- Coupe de Turquie
  - Finaliste : 2019.
- Supercoupe de Russie
  - Vainqueur : 2020.

### Distinctions individuelles
- Championnat d'Amérique du Nord de volley-ball féminin des moins de 18 ans 2010:MVP.
- Volley-ball féminin aux Jeux d'Amérique centrale et des Caraïbes 2010: Meilleure serveuse et meilleure marqueuse.
- Coupe panaméricaine de volley-ball féminin des moins de 18 ans 2011: Meilleure marqueuse.
- Coupe panaméricaine de volley-ball féminin des moins de 20 ans 2011: Meilleure marqueuse.
- Coupe panaméricaine de volley-ball féminin 2013: Meilleure marqueuse[4].